# Коридон (Кентуккі)
Коридон (англ. Corydon) — місто (англ. city) в США, в окрузі Гендерсон штату Кентуккі. Населення — 737 осіб (2020).

## Географія
Коридон розташований за координатами 37°44′23″ пн. ш. 87°42′24″ зх. д. / 37.73972° пн. ш. 87.70667° зх. д. (37.739611, -87.706652).  За даними Бюро перепису населення США в 2010 році місто мало площу 1,41 км², з яких 1,41 км² — суходіл та 0,00 км² — водойми.

## Демографія
Згідно з переписом 2010 року, у місті мешкало 720 осіб у 260 домогосподарствах у складі 193 родин. Густота населення становила 512 особи/км².  Було 295 помешкань (210/км²).
Расовий склад населення:
| - 87,6 % — білих - 8,2 % — чорних або афроамериканців - 0,4 % — азіатів - 0,3 % — вихідців з тихоокеанських островів - 1,7 % — осіб інших рас |

До двох чи більше рас належало 1,8 %. Частка іспаномовних становила 1,7 % від усіх жителів.
За віковим діапазоном населення розподілялося таким чином: 28,9 % — особи молодші 18 років, 59,2 % — особи у віці 18—64 років, 11,9 % — особи у віці 65 років та старші. Медіана віку мешканця становила 33,7 року. На 100 осіб жіночої статі у місті припадало 100,0 чоловіків;  на 100 жінок у віці від 18 років та старших — 96,2 чоловіків також старших 18 років.
Середній дохід на одне домашнє господарство  становив 46 094 долари США (медіана — 39 375), а середній дохід на одну сім'ю — 51 031 долар (медіана — 42 250). Медіана доходів становила 37 098 доларів для чоловіків та 31 750 доларів для жінок. За межею бідності перебувало 26,5 % осіб, у тому числі 32,9 % дітей у віці до 18 років та 15,5 % осіб у віці 65 років та старших.
Цивільне працевлаштоване населення становило 302 особи. Основні галузі зайнятості: виробництво — 22,2 %, освіта, охорона здоров'я та соціальна допомога — 17,9 %, роздрібна торгівля — 13,2 %.